# Wargames (jeu vidéo)
Wargames est un jeu vidéo de stratégie en temps réel développé par Interactive Studios et publié par MGM Interactive sur PC en 1998. Le jeu s’inspire en partie du film Wargames de 1983 et retrace un affrontement entre l’humanité et des machines commandées par un ordinateur devenu fou. Le jeu propose deux campagnes, une par camp, composées chacune de quinze missions. Son système économique est basé sur le piratage. Pour obtenir de l’argent, le joueur doit en effet envoyer des hackers pirater un système informatique afin de détourner des fonds. Ces pirates gèrent de plus l’amélioration des unités et peuvent, grâce à leurs ordinateurs, affaiblir les véhicules ennemis,,.
Le jeu est sorti sur PlayStation sous le titre WarGames: Defcon 1.

## Accueil
| Wargames              |      |       |
| Média                 | Pays | Notes |
| Computer Gaming World | US   | 1.5/5 |
| GameSpot              | US   | 71 %  |
| Gen4                  | FR   | 4/6   |
| Joystick              | FR   | 55 %  |
| PC Zone               | UK   | 78 %  |

## Postérité
En 2018, la rédaction du site Den of Geek mentionne le jeu en 42e position d'un top 60 des jeux PlayStation sous-estimés : « Bien que n'ayant que peu de choses en commun avec le film de 1983, Wargames: Defcon 1 est néanmoins un excellent jeu, et que vous appréciiez ou pas le film n'a pas d'importance. »